# Тогизтарау
Тогизтара́у (каз. Тоғызтарау) — село у складі Жамбильського району Жамбильської області Казахстану. Адміністративний центр Тогизтарауського сільського округу.
У радянські часи село називалось «Отділення № 4 совхоза Білікольський».
Населення — 433 особи (2021; 451 у 2009, 521 у 1999, 239 у 1989).